# Emanuel Feuermann
Emanuel Feuermann, född den 22 november 1902 i Kolomea, Österrike-Ungern, död den 25 maj 1942 i New York, var en under första hälften av 1900-talet internationellt erkänd violoncellist. Han är bland annat känd för sina framträdanden tillsammans med Jascha Heifetz och Arthur Rubinstein i den så kallade Miljondollartrion. Rubinstein kallade Feuermann för "den största cellisten i världshistorien."
Feuermann blev efter en lysande bana som underbarn (från 1909) lärare vid konservatoriet i Köln (1917–1923), senare vid musikhögskolan i Berlin (1929–1933) och var därefter verksam i Wien och från 1938 i Förenta staterna. 